# إدريس أوضاحي
إدريس أوضاحي (من مواليد 1959 في الدار البيضاء بالمغرب) هو رسام ومهندس معماري جزائري معاصر، تدرب ويعمل ويعيش في دوسلدورف بألمانيا. يتميز عمل أوضاحي بأشكال معمارية مجردة موجودة في الهياكل السكنية الجزائرية الحقيقية. تحيط موضوعات أعمال أوضاحي بسياسات الطبقة والدين والعرق المتعلقة بأفكار الحدود والاختلاف. افتتح معرضه أنظمة الترسيم Systeme der Abgrenzungفي متحف هيدت Heydt في ألمانيا في 25 فبراير 2018 

## تعليمه
- أكاديمية كونستاكديم Kunstakademie، دوسلدورف (1988-1994)
- المدرسة العليا للفنون الجميلة، الجزائر (1984-1987)
- الهندسة المعمارية، الجزائر (1979-1982)

## المجموعات العامة
أدرجت أعمال أوضاحي في مجموعات منشورات مؤسسة بارجيل للفنون بالشارقة في الإمارات العربية المتحدة، ومركز فراك بأورليان في فرنسا، ومركز هربرت-وايزنبرغر-شتيفتونغ براستات في ألمانيا، ومؤسسة كمال لازار بجنيف في سويسرا، ومتحف الفنون في دوسلدورف بألمانيا، ومجموعة نادور Nadour بألمانيا.

## الجوائز
- جائزة ليوبولد سيدار سنغور الكبرى بداكار في السنغال (2014)
- جائزة رابطة الفنانين في دوسلدورف ، وجائزة مددينة الفنون العالمية بباريس (2013)
- جائزة الإقامة الفنية في متحف إيتانينو في بوش بناميبيا (2011)
- جائزة مركز الفن المعاصر في ايستر بمرسيليا (2003)

## روابط خارجية
- ادريس واداحي في معرض هوسفلت
- أعمال فنية لإدريس وداحي في معرض مارتن لير بريتزكو